# فيتي
فيتي (بالإسبانية: Víctor Álvarez Rozada) هو لاعب كرة قدم إسباني في مركز نصف الجناح، ولد في 16 سبتمبر 1997 في Pola de Laviana ‏ في إسبانيا. لعب مع ريال أوفييدو.

## وصلات خارجية
- فيتي على موقع قاعدة بيانات كرة القدم.إي يو (الإنجليزية)
- فيتي على موقع Soccerway.com (الإنجليزية)
- فيتي على موقع AS.com (الإسبانية)